# Segundo Concílio de Latrão
O Segundo Concílio de Latrão é tido como o Décimo concílio ecumênico pela Igreja Católica. Ele foi realizado pelo Papa Inocêncio II em abril de 1139 e teve o comparecimento de quase mil clérigos. Sua tarefa mais premente era neutralizar os efeitos do cisma que tinha surgido após a morte do Papa Honório II em fevereiro de 1130 e a ascensão de Petris Leonis como o Antipapa Anacleto II.

## Concílio
Após a morte de Honório II, Petrus Leonis, sob o nome de Anacleto II foi eleito como um rival ao Papa Inocêncio II. Em 1135, Inocêncio segundo realizou um concílio em Pisa que confirmou sua autoridade e condenou Anacleto. A morte deste em 1138 ajudou muito a solução da tensão entre as facções rivais. Ainda assim, Inocêncio convocou o décimo concílio ecumênico.
O concílio se reuniu no Palácio de Latrão e quase mil prelados compareceram. Inocêncio abriu o concílio com um discurso e depôs todos os que tinham sido ordenados e instituídos por antipapa Anacleto ou qualquer de seus partidários. Nomeadamente o rei Rogério II da Sicília que foi excomungado por manter o que foi considerada uma "atitude cismática".
O concílio também condenou os ensinamentos dos pedrobrusianos e os henriquianos, seguidores de Pedro de Bruys e Arnaldo de Brescia.
Finalmente, o concílio também rascunhou as medidas para corrigir as questões de moral e disciplina ecleasiásticas que os líderes do concílio consideraram que estavam frouxos. Muitos dos cânones em relação a estes assuntos foram, em sua maior parte, republicações de decretos do Concílio de Reims e do Concílio de Clermont.

## Cânones importantes
Os mais importantes resultados deste concílio incluem:
- Cânone 4: injunção contra os bispos e outros clérigos para que não provoquem escândalo ao vestir roupas muito ostensivas e recomendando que se vistam modestamente.
- Cânones 6, 7 e 11: repetiram a condenação do Primeiro Concílio de Latrão sobre o casamento e o concubinato entre padres, diáconos, subdiáconos, monges e freiras.
- Cânone 10: excomunhgou os leigos que falharem em pagar os dízimos devidos aos bispos.
- Cânone 12: fixou os períodos e a duração da "Paz de Deus" (ou "Trégua de Deus").
- Cânone 14: proibição, sob pena de lhe ser negado um enterro cristão, de duelos com lanças a cavalo e torneios que coloquem a vida em perigo.
- Cânone 20: ordenou-se que reis e príncipes dispensem a justiça sempre em conjunto com os bispos.
- Cânone 25: proibiu que os clérigos recebam benefícios de leigos.
- Cânone 27: freiras foram proibidas de cantar no mesmo coro que os monges.
- Cânone 28: nenhuma igreja deve ser deixada vaga mais de três anos a partir da morte do bispo; cânones seculares que excluíam da eleição episcopal cânones regules ou monges foram condenados.[1]

O concílio pode também ter banido o uso de funda, arco e besta contra cristãos embora a autencidade, interpretação e tradução desta fonte é contestada.
Outra decisão que confirmou o direito de casas religiosas de uma dioscese de participar das eleições do bispo da diosce.